# Bostaniçi, İpekyolu
Bostaniçi là một thị trấn thuộc huyện İpekyolu, tỉnh Van, Thổ Nhĩ Kỳ. Dân số thời điểm năm 2011 là 21.461 người.